# 8-я улица Текстильщиков
8-я улица Текстильщиков — улица в районе Текстильщики Юго-Восточного административного округа Москвы.

## История
До 1960 года 8-я улица Текстильщиков (в 1948-1960 гг. называлась 8-я улица посёлка Текстильщики) была одной из одиннадцати пронумерованных улиц посёлка Текстильщики, входившего в состав города Люблино (в 1960 году территория города Люблино была включена в состав Москвы). Впоследствии, шесть из одиннадцати улиц были переименованы, и лишь 8-я улица Текстильщиков сохранила своё название наряду с 1-й, 7-й, 10-й и 11-й улицами.

## Описание
Улица идёт от 11-й улицы Текстильщиков до Волжского бульвара. Слева примыкает 10-я улица Текстильщиков, справа — улица Малышева.

## Транспорт
По самой улице общественный транспорт не ходит. Ближайшая автобусная остановка — «Волжский бульвар», расположенная на улице Юных Ленинцев.

### Автобусы
530  Братиславская — Люблинский рынок
т27 Ветеринарная академия — переулок Маяковского
т38 Ветеринарная академия —  Кожуховская
Вк Ветеринарная академия — Храм — Ветеринарная академия
Вч Ветеринарная академия —  Текстильщики — Ветеринарная академия

## Примечательные здания и сооружения
По чётной стороне:
д. 12 — Участковый пункт полиции № 52
д. 14 — Люблинский отдел ЗАГС
д. 16 — Управа района Текстильщики